# Георгенсгмюнд
Георгенсгмюнд (нім. Georgensgmünd) — сільська громада в Німеччині, розташована в землі Баварія. Підпорядковується адміністративному округу Середня Франконія. Входить до складу району Рот.
Площа — 46,96 км2. Населення становить 6747 ос. (станом на 31 грудня 2020).